# Hans-Peter Vollbach
Hans-Peter Vollbach (* 26. April 1971 in Schlema, Kreis Aue) ist ein deutscher Kirchenjurist und seit dem 11. Oktober 2019 Präsident des Landeskirchenamtes der Evangelisch-Lutherischen Landeskirche Sachsens.

## Werdegang
Als Sohn eines Pfarrers wuchs Vollbach in Leipzig-Plagwitz auf. Von 1987 bis 1991 studierte er an der Hochschule für Musik in Leipzig und schloss sein Studium als Diplomorchestermusiker (Violoncello) ab. Ein Jahr als Cellist am Landestheater Altenburg folgte. Dann besuchte Vollbach auf dem zweiten Bildungsweg die Oberstufe des Leipziger Robert-Schumann-Gymnasiums. Anschließend studierte er Rechtswissenschaft an den Universitäten Leipzig und Jena. Sein Erstes juristisches Staatsexamen legte er im Jahr 2000 ab, das 2. Examen folgte im Jahr 2002. Nach Tätigkeit in einer Rechtsanwaltskanzlei wurde Vollbach 2003 Justiziar und Assistent des Geschäftsführers der Provinzial-Sächsischen Genossenschaft des Johanniterordens im sachsen-anhaltischen Gardelegen.
Vollbach war von 2004 bis 2006 Referent für Dienst-, Besoldungs- und Versorgungsrecht im sächsischen Landeskirchenamt. Danach übernahm er die Leitung der Rechtsabteilung im Landeskirchenamt der Evangelisch-lutherischen Landeskirche in Braunschweig. Als Oberlandeskirchenrat vertrat er das Landeskirchenamt in der dortigen Kirchenregierung.
Die Evangelisch-Lutherische Landessynode Sachsens wählte Vollbach am 26. Januar 2019 zum Nachfolger von Johannes Kimme. Vollbach wurde am 11. Oktober 2019 in der Dresdner Dreikönigskirche in sein neues Amt eingeführt.